# Грецов, Михаил Дмитриевич
Грецов Михаил Дмитриевич (1901—1970) — советский военачальник, генерал-майор (1944), доктор военных наук.

## Биография
Родился 7 августа (н.ст) 1901 года в городе Тула, в семье Дмитрия Михайловича Грецова, рабочего типографии. После того как отец умер в 1903 году, у матери, Надежды Григорьевны (урожд. Липатова), работавшей прачкой, осталось четверо детей, и она не смогла их содержать в одиночку. Сестра матери, жившая в селе Дедилово, Янтикова Прасковья Григорьевна и её муж Янтиков Николай Михайлович взяли Мишу Грецова на воспитание. Мать умерла в 1937 году.
Окончил школу в Дедилово с отличием. В 13 лет начал свою трудовую деятельность, работал писцом в Дедиловском волостном правлении.
В 1919 году добровольцем записался в РККА.
Красноармейцем 21-го стрелкового полка на Южном фронте принимал участие в боевых действиях против Мамантова (соврем. Мамонтова) под г. Елец. В составе 72-го военно-дорожного отряда на Юго-Западном фронте под Киевом сражался с поляками, в составе сводного отряда незаможных с отрядами Махно в Полтавской губернии.
С 1922 по 1924 г.г. в отдельном эскадроне 25-й стрелковой дивизии. За храбрость и умение воевать был назначен помощником командира эскадрона, затем командиром эскадрона и начальником политчасти.
Член ВЛКСМ с 1919 по 1923 год (принят уездным комитетом КИМ). С 1923 года вступил в члены ВКП(б).
В 1924 г. направлен на обучение в Высшую кавалерийскую школу (позднее Кавалерийские курсы усовершенствования командного состава) (ККУКС), в которой учились будущие прославленные полководцы маршалы Жуков, Рокоссовский, Баграмян, Мерецков и другие. Слушатели школы избрали Грецова парторгом.
После завершения Гражданской войны вспыхнуло восстание в Дагестане. Для его усмирения была сформирована сводная кавалерийская группа. В августе 1926 года Грецова назначили командиром эскадрона 68-го кавалерийского полка 11-й кавалерийской дивизии, в этом же месяце боевые действия закончились.
В 1931 оканчивает Академию им. Фрунзе и направляется начальником штаба 15-го кавполка 3-й кавдивизии
С 1934 по 1937 год — начальник кафедры в Академии им Фрунзе.
В 1937 году М. Д. Грецов в звании майора и в должности старшего преподавателя кафедры конницы Военной академии им. Фрунзе был уволен из РККА и исключён из членов ВКП(б) «за скрытие троцкистского выступления в 1923 году, за связь с троцкистом Журавицким И. Д. в 1926 году и за неискренность при разборе дела, выступал в печати со статьей в защиту книги Свечина вопреки оценки её парторганизацией Академии».
В 1938 году восстановлен в РККА. Комиссией партконтроля при ЦК ВКП(б) восстановлен в партии «ввиду необоснованности обвинений».
В 1938-40 гг. — преподаватель тактики на Краснознаменных кавалерийских курсах усовершенствования командного состава в г. Новочеркасске.
20 февраля 1940 года присвоено звание полковник, назначен начальником штаба 9-й кавалерийской дивизии.
Апрель 1941 — январь 1942 — начальник штаба 2-го кавалерийского корпуса (с осени 1941 г. — 1-го гвардейского кавалерийского корпуса). Принимал участие в знаменитом рейде группы генерала Белова в оперативном тылу немцев, Тульской оборонительной операции, разрабатывал план обороны Венева .
1942 — и.д. начальника штаба 43-й армии, 1-й резервной армии, заместитель начальника штаба и начальник оперативного отдела 2-й гвардейской армии.
В 1943 году М. Д. Грецова отозвали с фронта и направили старшим преподавателем в Высшую военную академия им. К. Е. Ворошилова. После защиты диссертации Грецов получил учёную степень доктора военных наук.
22 февраля 1944 года присвоено звание генерал-майор.
Умер 26 июня 1970 года в Москве. Похоронен на Введенском кладбище.

## Награды
- Орден Ленина,
- Орден Красного Знамени (пятикратно),
- Медаль «За оборону Москвы»
- Медаль «За оборону Сталинграда»,
- Медаль «За победу над Германией».
- Юбилейная медаль «XX лет Рабоче-Крестьянской Красной Армии».

## Труды
- Грецов М. Д. На юго-западном направлении. — М.: Воениздат, 1965. — 365 с.
- Грецов М. Д. Штурм Перекопа (Текст) Стенограмма публичной лекции.. — М.: Правда, 1951.
- Грецов М. Д. Вопросы штабной службы в мемуарах участников Великой Отечественной войны // Военно-исторический журнал. № 9. 1965

## Оценки и мнения
По сведениям генерал-майора Грецова:

Конечно, у нас были разработаны подробные планы и указания о том, что делать в день «М», то есть в день объявления мобилизации, было расписано всё по минутам и в деталях, вплоть до того, когда и какие подразделения идут в баню, когда и где они получают снаряды, патроны и т. д., и, наконец, в сейфах каждого штаба хранились знаменитые пакеты с планом прикрытия, в которых точно было расписано, когда и куда надо было двигаться войскам. Все эти планы были. Но, к сожалению, в них ничего не говорилось о том, что делать, если противник внезапно перейдёт в наступление.

По мнению журналиста газеты «Зеркало недели»:

Конечно, Грецов ещё не имел права писать о том, «когда и куда надо было двигаться войскам» и для чего они должны были получать снаряды и патроны.
Что касается планов прикрытия, то «Зеркало Недели» уже писало о том, что в них предусматривалась лишь временная оборона границы для обеспечения сосредоточения, развёртывания и мобилизации, т.е для подготовки войск к наступлению, причём независимо от того, нападёт вероятный противник или нет.
Похоже, Грецов имел в виду секретные оперативные планы, но из цензурных соображений назвал их планами прикрытия